# John Mayer/Auszeichnungen für Musikverkäufe

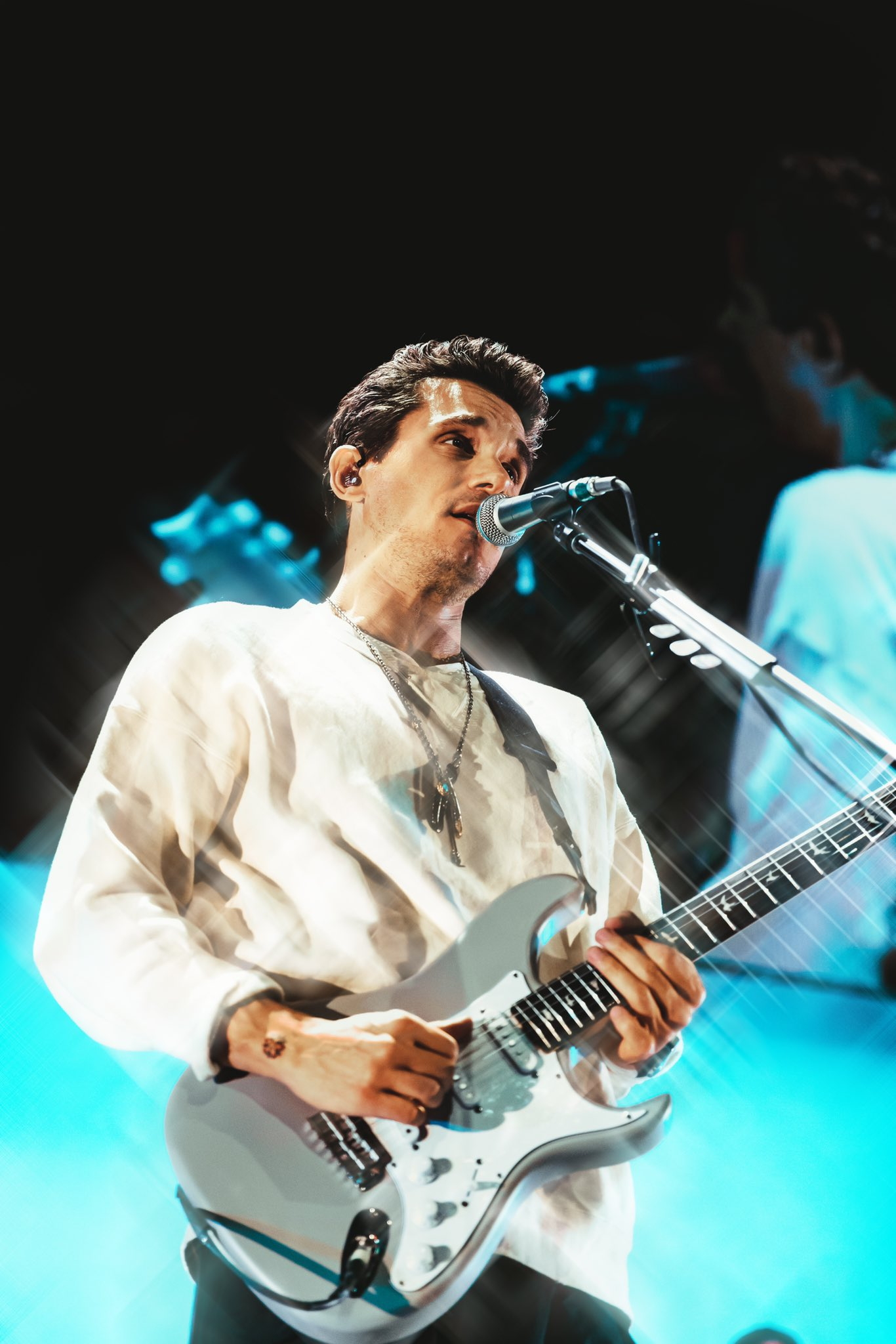
John Mayer (2019)

Dies ist eine Übersicht über die Auszeichnungen für Musikverkäufe des US-amerikanischen Singer-Songwriters John Mayer. Die Auszeichnungen finden sich nach ihrer Art (Gold, Platin usw.), nach Staaten getrennt in chronologischer Reihenfolge, geordnet sowie nach den Tonträgern selbst, ebenfalls in chronologischer Reihenfolge, getrennt nach Medium (Alben, Singles usw.), wieder.

## Auszeichnungen
| - Vereinigtes Königreich - 2013: für das Album Room for Squares - 2016: für die Single Beat It - 2020: für das Album Born and Raised - 2020: für die Single Your Body Is a Wonderland - 2021: für die Single XO - 2022: für das Album Heavier Things - 2022: für die Single New Light - 2023: für das Album Paradise Valley - 2023: für die Autorenbeteiligung und Produktion AstroThunder (Travis Scott) - 2024: für das Album The Search for Everything - Australien - 2013: für das Album Born and Raised - 2019: für die Single Half of My Heart - 2019: für die Single New Light - 2019: für die Single Say - 2019: für die Single Outta My Head - 2021: für die Single I Guess I Just Feel Like - 2021: für die Single Love on the Weekend - 2021: für die Single Who You Love - 2021: für die Single Why Georgia - 2021: für das Album John Mayer - 2021: für das Album Paradise Valley - 2021: für die Autorenbeteiligung und Produktion AstroThunder (Travis Scott) - Brasilien - 2010: für das Videoalbum Where the Light Is - 2021: für die Single Outta My Head - 2024: für die Single Beat It - Dänemark - 2013: für das Streaming Free Fallin’ - 2013: für das Streaming Who Says - 2013: für das Streaming Waiting on the World to Change - 2016: für die Single Heartbreak Warfare - 2019: für die Single XO - 2021: für die Single Half of My Heart - 2021: für die Single Who You Love - 2023: für die Single Wildfire - 2024: für die Single I Guess I Just Feel Like - 2024: für die Single Daughters - 2025: für die Single In the Blood - Italien - 2021: für die Single New Light - Kanada - 2017: für das Album Paradise Valley - 2018: für die Single New Light - 2022: für das Album Sob Rock - 2025: für das Lied Better Days - Neuseeland - 2021: für das Album The Search for Everything - 2021: für das Album Paradise Valley - 2024: für die Single Half of My Heart - Niederlande - 2010: für das Album Heavier Things - 2010: für das Album Continuum - 2010: für das Album Battle Studies - 2013: für das Album Born and Raised - Norwegen - 2019: für die Single New Light - Polen - 2024: für die Autorenbeteiligung und Produktion AstroThunder (Travis Scott) - Schweden - 2019: für die Single New Light - Schweiz - 2019: für die Single New Light - Spanien - 2024: für die Single Free Fallin’ - 2025: für die Single Your Body Is a Wonderland - 2025: für das Lied Slow Dancing in a Burning Room - 2025: für die Single Gravity - Vereinigte Staaten - 2012: für das Album Born and Raised - 2018: für das Album Try! - 2018: für die Single XO - 2018: für das Album Paradise Valley - 2018: für die Single Love on the Weekend - 2018: für die Single Why Georgia - 2018: für die Single Who You Love - 2018: für das Lied The Heart of Life - 2019: für das Album The Search for Everything - 2021: für die Single In the Blood - 2022: für die Single I Guess I Just Feel Like - 2025: für das Lied Better Days - Vereinigtes Königreich - 2016: für das Album Continuum - 2021: für das Album Battle Studies - 2022: für die Single Free Fallin’ - 2025: für das Lied Slow Dancing in a Burning Room | - Australien - 2010: für das Album Battle Studies - 2019: für die Single Heartbreak Warfare - 2021: für die Single Daughters - 2021: für die Single No Such Thing - 2021: für die Single Who Says - 2021: für die Single XO - 2021: für die Single Gravity - 2021: für das Lied Slow Dancing in a Burning Room - Brasilien - 2023: für die Autorenbeteiligung und Produktion AstroThunder (Travis Scott) - Dänemark - 2020: für die Single Who Says - 2020: für die Single Your Body Is a Wonderland - 2020: für die Single Waiting on the World to Change - 2020: für das Album Paradise Valley - 2020: für das Album The Search for Everything - 2020: für das Album Born and Raised - 2021: für die Single New Light - 2021: für das Lied Slow Dancing in a Burning Room - 2022: für die Single Love on the Weekend - 2022: für die Single Gravity - 2024: für das Album Sob Rock - Kanada - 2004: für das Album Heavier Things - 2007: für die Single Waiting on the World to Change - 2010: für das Album Battle Studies - 2020: für die Autorenbeteiligung und Produktion AstroThunder (Travis Scott) - 2021: für die Single Outta My Head - 2022: für das Album Born and Raised - 2022: für das Album The Search for Everything - Neuseeland - 2003: für das Album Heavier Things - 2021: für die Single New Light - 2022: für die Single XO - 2022: für die Single Outta My Head - 2023: für das Album Battle Studies - 2024: für die Single Daughters - Niederlande - 2019: für die Single New Light - Spanien - 2024: für die Single New Light - Vereinigte Staaten - 2003: für das Album Any Given Thursday - 2008: für das Videoalbum Where the Light Is - 2012: für die Single Heartbreak Warfare - 2018: für das Album Where the Light Is: John Mayer Live in Los Angeles - 2018: für die Single Half of My Heart - 2018: für die Single Who Says - 2018: für die Single Dreaming with a Broken Heart - 2018: für das Lied Slow Dancing in a Burning Room - 2021: für die Single No Such Thing - 2023: für die Single Beat It - 2024: für die Single Outta My Head - 2024: für die Autorenbeteiligung und Produktion AstroThunder (Travis Scott) | - Australien - 2011: für das Album Heavier Things - 2021: für das Album Continuum - 2021: für die Single Free Fallin’ - Dänemark - 2016: für das Album Heavier Things - 2018: für das Album Battle Studies - 2022: für das Album Where the Light Is: John Mayer Live in Los Angeles - 2023: für die Single Free Fallin’ - Kanada - 2022: für das Album Room for Squares - Neuseeland - 2003: für das Album Room for Squares - 2022: für die Single Gravity - 2023: für das Album Continuum - 2023: für die Single Free Fallin’ - 2023: für das Lied Slow Dancing in a Burning Room - Vereinigte Staaten - 2005: für das Videoalbum Any Given Thursday - 2018: für die Single Your Body Is a Wonderland - 2018: für die Single Free Fallin’ - 2018: für die Single Daughters - 2021: für das Album Battle Studies - 2021: für die Single Gravity - 2022: für die Single New Light - Australien - 2008: für das Videoalbum Any Given Thursday - 2011: für das Album Room for Squares - 2014: für das Videoalbum Where the Light Is - 2021: für die Single Your Body Is a Wonderland - Dänemark - 2024: für das Album Room for Squares - Kanada - 2022: für das Album Continuum - Mexiko - 2019: für die Single New Light - Neuseeland - 2024: für die Single Waiting on the World to Change - 2025: für die Single Your Body Is a Wonderland - Vereinigte Staaten - 2018: für das Album Heavier Things - 2021: für die Single Say - Dänemark - 2025: für das Album Continuum - Vereinigte Staaten - 2018: für das Album Continuum - 2021: für die Single Waiting on the World to Change - Vereinigte Staaten - 2021: für das Album Room for Squares |

## Auszeichnungen nach Alben

### Room for Squares
| Land/Region                  | Auszeichnungen für Musikverkäufe (Land/Region, Auszeichnung, Verkäufe) | Verkäufe  |
| ---------------------------- | ---------------------------------------------------------------------- | --------- |
| Australien (ARIA)            | 3× Platin                                                              | 210.000   |
| Dänemark (IFPI)              | 3× Platin                                                              | 60.000    |
| Kanada (MC)                  | 2× Platin                                                              | 200.000   |
| Neuseeland (RMNZ)            | 2× Platin                                                              | 30.000    |
| Vereinigte Staaten (RIAA)    | 5× Platin                                                              | 5.000.000 |
| Vereinigtes Königreich (BPI) | Silber                                                                 | 60.000    |
| Insgesamt                    | 1× Silber · 15× Platin ·                                               | 5.560.000 |

### Any Given Thursday
| Land/Region               | Auszeichnungen für Musikverkäufe (Land/Region, Auszeichnung, Verkäufe) | Verkäufe  |
| ------------------------- | ---------------------------------------------------------------------- | --------- |
| Vereinigte Staaten (RIAA) | Platin                                                                 | 1.000.000 |
| Insgesamt                 | 1× Platin ·                                                            | 1.000.000 |

### Heavier Things
| Land/Region                  | Auszeichnungen für Musikverkäufe (Land/Region, Auszeichnung, Verkäufe) | Verkäufe  |
| ---------------------------- | ---------------------------------------------------------------------- | --------- |
| Australien (ARIA)            | 2× Platin                                                              | 140.000   |
| Dänemark (IFPI)              | 2× Platin                                                              | 40.000    |
| Kanada (MC)                  | Platin                                                                 | 100.000   |
| Neuseeland (RMNZ)            | Platin                                                                 | 15.000    |
| Niederlande (NVPI)           | Gold                                                                   | 25.000    |
| Vereinigte Staaten (RIAA)    | 3× Platin                                                              | 3.000.000 |
| Vereinigtes Königreich (BPI) | Silber                                                                 | 60.000    |
| Insgesamt                    | 1× Silber · 1× Gold · 9× Platin ·                                      | 3.380.000 |

### Try!
| Land/Region               | Auszeichnungen für Musikverkäufe (Land/Region, Auszeichnung, Verkäufe) | Verkäufe |
| ------------------------- | ---------------------------------------------------------------------- | -------- |
| Vereinigte Staaten (RIAA) | Gold                                                                   | 500.000  |
| Insgesamt                 | 1× Gold ·                                                              | 500.000  |

### Continuum
| Land/Region                  | Auszeichnungen für Musikverkäufe (Land/Region, Auszeichnung, Verkäufe) | Verkäufe  |
| ---------------------------- | ---------------------------------------------------------------------- | --------- |
| Australien (ARIA)            | 2× Platin                                                              | 140.000   |
| Dänemark (IFPI)              | 4× Platin                                                              | 80.000    |
| Kanada (MC)                  | 3× Platin                                                              | 300.000   |
| Neuseeland (RMNZ)            | 2× Platin                                                              | 30.000    |
| Niederlande (NVPI)           | Gold                                                                   | 25.000    |
| Vereinigte Staaten (RIAA)    | 4× Platin                                                              | 4.000.000 |
| Vereinigtes Königreich (BPI) | Gold                                                                   | 100.000   |
| Insgesamt                    | 2× Gold · 15× Platin ·                                                 | 4.675.000 |

### Where the Light Is: John Mayer Live in Los Angeles
| Land/Region               | Auszeichnungen für Musikverkäufe (Land/Region, Auszeichnung, Verkäufe) | Verkäufe  |
| ------------------------- | ---------------------------------------------------------------------- | --------- |
| Dänemark (IFPI)           | 2× Platin                                                              | 40.000    |
| Vereinigte Staaten (RIAA) | Platin                                                                 | 1.000.000 |
| Insgesamt                 | 3× Platin ·                                                            | 1.040.000 |

### Battle Studies
| Land/Region                  | Auszeichnungen für Musikverkäufe (Land/Region, Auszeichnung, Verkäufe) | Verkäufe  |
| ---------------------------- | ---------------------------------------------------------------------- | --------- |
| Australien (ARIA)            | Platin                                                                 | 70.000    |
| Dänemark (IFPI)              | 2× Platin                                                              | 40.000    |
| Kanada (MC)                  | Platin                                                                 | 80.000    |
| Neuseeland (RMNZ)            | Platin                                                                 | 15.000    |
| Niederlande (NVPI)           | Gold                                                                   | 25.000    |
| Vereinigte Staaten (RIAA)    | 2× Platin                                                              | 2.000.000 |
| Vereinigtes Königreich (BPI) | Gold                                                                   | 100.000   |
| Insgesamt                    | 2× Gold · 7× Platin ·                                                  | 2.330.000 |

### John Mayer
| Land/Region       | Auszeichnungen für Musikverkäufe (Land/Region, Auszeichnung, Verkäufe) | Verkäufe |
| ----------------- | ---------------------------------------------------------------------- | -------- |
| Australien (ARIA) | Gold                                                                   | 35.000   |
| Insgesamt         | 1× Gold ·                                                              | 35.000   |

### Born and Raised
| Land/Region                  | Auszeichnungen für Musikverkäufe (Land/Region, Auszeichnung, Verkäufe) | Verkäufe |
| ---------------------------- | ---------------------------------------------------------------------- | -------- |
| Australien (ARIA)            | Gold                                                                   | 35.000   |
| Dänemark (IFPI)              | Platin                                                                 | 20.000   |
| Kanada (MC)                  | Platin                                                                 | 80.000   |
| Niederlande (NVPI)           | Gold                                                                   | 25.000   |
| Vereinigte Staaten (RIAA)    | Gold                                                                   | 500.000  |
| Vereinigtes Königreich (BPI) | Silber                                                                 | 60.000   |
| Insgesamt                    | 1× Silber · 3× Gold · 2× Platin ·                                      | 720.000  |

### Paradise Valley
| Land/Region                  | Auszeichnungen für Musikverkäufe (Land/Region, Auszeichnung, Verkäufe) | Verkäufe |
| ---------------------------- | ---------------------------------------------------------------------- | -------- |
| Australien (ARIA)            | Gold                                                                   | 35.000   |
| Dänemark (IFPI)              | Platin                                                                 | 20.000   |
| Kanada (MC)                  | Gold                                                                   | 40.000   |
| Neuseeland (RMNZ)            | Gold                                                                   | 7.500    |
| Vereinigte Staaten (RIAA)    | Gold                                                                   | 500.000  |
| Vereinigtes Königreich (BPI) | Silber                                                                 | 60.000   |
| Insgesamt                    | 1× Silber · 4× Gold · 1× Platin ·                                      | 662.500  |

### The Search for Everything
| Land/Region                  | Auszeichnungen für Musikverkäufe (Land/Region, Auszeichnung, Verkäufe) | Verkäufe |
| ---------------------------- | ---------------------------------------------------------------------- | -------- |
| Australien (ARIA)            | Gold                                                                   | 35.000   |
| Kanada (MC)                  | Platin                                                                 | 80.000   |
| Neuseeland (RMNZ)            | Gold                                                                   | 7.500    |
| Vereinigte Staaten (RIAA)    | Gold                                                                   | 500.000  |
| Vereinigtes Königreich (BPI) | Silber                                                                 | 60.000   |
| Insgesamt                    | 1× Silber · 3× Gold · 1× Platin ·                                      | 682.500  |

### Sob Rock
| Land/Region     | Auszeichnungen für Musikverkäufe (Land/Region, Auszeichnung, Verkäufe) | Verkäufe |
| --------------- | ---------------------------------------------------------------------- | -------- |
| Dänemark (IFPI) | Platin                                                                 | 20.000   |
| Kanada (MC)     | Gold                                                                   | 40.000   |
| Insgesamt       | 1× Gold · 1× Platin ·                                                  | 60.000   |

## Auszeichnungen nach Singles

### No Such Thing
| Land/Region               | Auszeichnungen für Musikverkäufe (Land/Region, Auszeichnung, Verkäufe) | Verkäufe  |
| ------------------------- | ---------------------------------------------------------------------- | --------- |
| Australien (ARIA)         | Platin                                                                 | 70.000    |
| Vereinigte Staaten (RIAA) | Platin                                                                 | 1.000.000 |
| Insgesamt                 | 2× Platin ·                                                            | 1.070.000 |

### Your Body Is a Wonderland
| Land/Region                  | Auszeichnungen für Musikverkäufe (Land/Region, Auszeichnung, Verkäufe) | Verkäufe  |
| ---------------------------- | ---------------------------------------------------------------------- | --------- |
| Australien (ARIA)            | 3× Platin                                                              | 210.000   |
| Dänemark (IFPI)              | Platin                                                                 | 90.000    |
| Neuseeland (RMNZ)            | 3× Platin                                                              | 90.000    |
| Spanien (Promusicae)         | Gold                                                                   | 30.000    |
| Vereinigte Staaten (RIAA)    | 2× Platin                                                              | 2.000.000 |
| Vereinigtes Königreich (BPI) | Silber                                                                 | 200.000   |
| Insgesamt                    | 1× Silber · 1× Gold · 9× Platin ·                                      | 2.620.000 |

### Why Georgia
| Land/Region               | Auszeichnungen für Musikverkäufe (Land/Region, Auszeichnung, Verkäufe) | Verkäufe |
| ------------------------- | ---------------------------------------------------------------------- | -------- |
| Australien (ARIA)         | Gold                                                                   | 35.000   |
| Vereinigte Staaten (RIAA) | Gold                                                                   | 500.000  |
| Insgesamt                 | 2× Gold ·                                                              | 535.000  |

### Daughters
| Land/Region               | Auszeichnungen für Musikverkäufe (Land/Region, Auszeichnung, Verkäufe) | Verkäufe  |
| ------------------------- | ---------------------------------------------------------------------- | --------- |
| Australien (ARIA)         | Platin                                                                 | 70.000    |
| Dänemark (IFPI)           | Gold                                                                   | 45.000    |
| Neuseeland (RMNZ)         | Platin                                                                 | 30.000    |
| Vereinigte Staaten (RIAA) | 2× Platin                                                              | 2.000.000 |
| Insgesamt                 | 1× Gold · 4× Platin ·                                                  | 2.582.000 |

### Waiting on the World to Change
| Land/Region               | Auszeichnungen für Musikverkäufe (Land/Region, Auszeichnung, Verkäufe) | Verkäufe  |
| ------------------------- | ---------------------------------------------------------------------- | --------- |
| Australien (ARIA)         | 3× Platin                                                              | 210.000   |
| Dänemark (IFPI)           | Platin                                                                 | 90.000    |
| Kanada (MC)               | Platin                                                                 | 80.000    |
| Neuseeland (RMNZ)         | 3× Platin                                                              | 90.000    |
| Vereinigte Staaten (RIAA) | 4× Platin                                                              | 4.000.000 |
| Insgesamt                 | 12× Platin ·                                                           | 4.470.000 |

### Gravity
| Land/Region               | Auszeichnungen für Musikverkäufe (Land/Region, Auszeichnung, Verkäufe) | Verkäufe  |
| ------------------------- | ---------------------------------------------------------------------- | --------- |
| Australien (ARIA)         | Platin                                                                 | 70.000    |
| Dänemark (IFPI)           | Platin                                                                 | 90.000    |
| Neuseeland (RMNZ)         | 2× Platin                                                              | 60.000    |
| Spanien (Promusicae)      | Gold                                                                   | 30.000    |
| Vereinigte Staaten (RIAA) | 2× Platin                                                              | 2.000.000 |
| Insgesamt                 | 1× Gold · 6× Platin ·                                                  | 2.250.000 |

### Dreaming with a Broken Heart
| Land/Region               | Auszeichnungen für Musikverkäufe (Land/Region, Auszeichnung, Verkäufe) | Verkäufe  |
| ------------------------- | ---------------------------------------------------------------------- | --------- |
| Vereinigte Staaten (RIAA) | Platin                                                                 | 1.000.000 |
| Insgesamt                 | 1× Platin ·                                                            | 1.000.000 |

### Say
| Land/Region               | Auszeichnungen für Musikverkäufe (Land/Region, Auszeichnung, Verkäufe) | Verkäufe  |
| ------------------------- | ---------------------------------------------------------------------- | --------- |
| Australien (ARIA)         | Gold                                                                   | 35.000    |
| Vereinigte Staaten (RIAA) | 3× Platin                                                              | 3.000.000 |
| Insgesamt                 | 1× Gold · 3× Platin ·                                                  | 3.035.000 |

### Beat It
| Land/Region                  | Auszeichnungen für Musikverkäufe (Land/Region, Auszeichnung, Verkäufe) | Verkäufe  |
| ---------------------------- | ---------------------------------------------------------------------- | --------- |
| Brasilien (PMB)              | Gold                                                                   | 30.000    |
| Vereinigte Staaten (RIAA)    | Platin                                                                 | 1.000.000 |
| Vereinigtes Königreich (BPI) | Silber                                                                 | 200.000   |
| Insgesamt                    | 1× Silber · 1× Gold · 1× Platin ·                                      | 1.230.000 |

### Free Fallin’
| Land/Region                  | Auszeichnungen für Musikverkäufe (Land/Region, Auszeichnung, Verkäufe) | Verkäufe  |
| ---------------------------- | ---------------------------------------------------------------------- | --------- |
| Australien (ARIA)            | 2× Platin                                                              | 140.000   |
| Dänemark (IFPI)              | 2× Platin                                                              | 180.000   |
| Neuseeland (RMNZ)            | 2× Platin                                                              | 60.000    |
| Spanien (Promusicae)         | Gold                                                                   | 30.000    |
| Vereinigte Staaten (RIAA)    | 2× Platin                                                              | 2.000.000 |
| Vereinigtes Königreich (BPI) | Gold                                                                   | 400.000   |
| Insgesamt                    | 2× Gold · 8× Platin ·                                                  | 2.810.000 |

### Who Says
| Land/Region               | Auszeichnungen für Musikverkäufe (Land/Region, Auszeichnung, Verkäufe) | Verkäufe  |
| ------------------------- | ---------------------------------------------------------------------- | --------- |
| Australien (ARIA)         | Platin                                                                 | 70.000    |
| Dänemark (IFPI)           | Platin                                                                 | 90.000    |
| Vereinigte Staaten (RIAA) | Platin                                                                 | 1.000.000 |
| Insgesamt                 | 3× Platin ·                                                            | 1.160.000 |

### Heartbreak Warfare
| Land/Region               | Auszeichnungen für Musikverkäufe (Land/Region, Auszeichnung, Verkäufe) | Verkäufe  |
| ------------------------- | ---------------------------------------------------------------------- | --------- |
| Australien (ARIA)         | Platin                                                                 | 70.000    |
| Dänemark (IFPI)           | Gold                                                                   | 45.000    |
| Vereinigte Staaten (RIAA) | Platin                                                                 | 1.000.000 |
| Insgesamt                 | 1× Gold · 2× Platin ·                                                  | 1.115.000 |

### Half of My Heart
| Land/Region               | Auszeichnungen für Musikverkäufe (Land/Region, Auszeichnung, Verkäufe) | Verkäufe  |
| ------------------------- | ---------------------------------------------------------------------- | --------- |
| Australien (ARIA)         | Gold                                                                   | 35.000    |
| Dänemark (IFPI)           | Gold                                                                   | 45.000    |
| Neuseeland (RMNZ)         | Gold                                                                   | 15.000    |
| Vereinigte Staaten (RIAA) | Platin                                                                 | 1.000.000 |
| Insgesamt                 | 3× Gold · 1× Platin ·                                                  | 1.095.000 |

### Wildfire
| Land/Region     | Auszeichnungen für Musikverkäufe (Land/Region, Auszeichnung, Verkäufe) | Verkäufe |
| --------------- | ---------------------------------------------------------------------- | -------- |
| Dänemark (IFPI) | Gold                                                                   | 45.000   |
| Insgesamt       | 1× Gold ·                                                              | 45.000   |

### Who You Love
| Land/Region               | Auszeichnungen für Musikverkäufe (Land/Region, Auszeichnung, Verkäufe) | Verkäufe |
| ------------------------- | ---------------------------------------------------------------------- | -------- |
| Australien (ARIA)         | Gold                                                                   | 35.000   |
| Dänemark (IFPI)           | Gold                                                                   | 45.000   |
| Vereinigte Staaten (RIAA) | Gold                                                                   | 500.000  |
| Insgesamt                 | 3× Gold ·                                                              | 580.000  |

### XO
| Land/Region                  | Auszeichnungen für Musikverkäufe (Land/Region, Auszeichnung, Verkäufe) | Verkäufe |
| ---------------------------- | ---------------------------------------------------------------------- | -------- |
| Australien (ARIA)            | Platin                                                                 | 70.000   |
| Dänemark (IFPI)              | Gold                                                                   | 45.000   |
| Neuseeland (RMNZ)            | Platin                                                                 | 30.000   |
| Vereinigte Staaten (RIAA)    | Gold                                                                   | 500.000  |
| Vereinigtes Königreich (BPI) | Silber                                                                 | 200.000  |
| Insgesamt                    | 1× Silber · 2× Gold · 2× Platin ·                                      | 845.000  |

### Love on the Weekend
| Land/Region               | Auszeichnungen für Musikverkäufe (Land/Region, Auszeichnung, Verkäufe) | Verkäufe |
| ------------------------- | ---------------------------------------------------------------------- | -------- |
| Australien (ARIA)         | Gold                                                                   | 35.000   |
| Dänemark (IFPI)           | Platin                                                                 | 90.000   |
| Vereinigte Staaten (RIAA) | Gold                                                                   | 500.000  |
| Insgesamt                 | 2× Gold · 1× Platin ·                                                  | 625.000  |

### In the Blood
| Land/Region               | Auszeichnungen für Musikverkäufe (Land/Region, Auszeichnung, Verkäufe) | Verkäufe |
| ------------------------- | ---------------------------------------------------------------------- | -------- |
| Dänemark (IFPI)           | Gold                                                                   | 45.000   |
| Vereinigte Staaten (RIAA) | Gold                                                                   | 500.000  |
| Insgesamt                 | 2× Gold ·                                                              | 545.000  |

### New Light
| Land/Region                  | Auszeichnungen für Musikverkäufe (Land/Region, Auszeichnung, Verkäufe) | Verkäufe  |
| ---------------------------- | ---------------------------------------------------------------------- | --------- |
| Australien (ARIA)            | Gold                                                                   | 35.000    |
| Dänemark (IFPI)              | Platin                                                                 | 90.000    |
| Italien (FIMI)               | Gold                                                                   | 35.000    |
| Kanada (MC)                  | Gold                                                                   | 40.000    |
| Mexiko (AMPROFON)            | 3× Platin                                                              | 180.000   |
| Neuseeland (RMNZ)            | Platin                                                                 | 30.000    |
| Niederlande (NVPI)           | Platin                                                                 | 80.000    |
| Norwegen (IFPI)              | Gold                                                                   | 30.000    |
| Schweden (IFPI)              | Gold                                                                   | 40.000    |
| Schweiz (IFPI)               | Gold                                                                   | 10.000    |
| Spanien (Promusicae)         | Platin                                                                 | 60.000    |
| Vereinigte Staaten (RIAA)    | 2× Platin                                                              | 2.000.000 |
| Vereinigtes Königreich (BPI) | Silber                                                                 | 200.000   |
| Insgesamt                    | 1× Silber · 6× Gold · 9× Platin ·                                      | 2.830.000 |

### I Guess I Just Feel Like
| Land/Region               | Auszeichnungen für Musikverkäufe (Land/Region, Auszeichnung, Verkäufe) | Verkäufe |
| ------------------------- | ---------------------------------------------------------------------- | -------- |
| Australien (ARIA)         | Gold                                                                   | 35.000   |
| Dänemark (IFPI)           | Gold                                                                   | 45.000   |
| Vereinigte Staaten (RIAA) | Gold                                                                   | 500.000  |
| Insgesamt                 | 3× Gold ·                                                              | 580.000  |

### Outta My Head
| Land/Region               | Auszeichnungen für Musikverkäufe (Land/Region, Auszeichnung, Verkäufe) | Verkäufe  |
| ------------------------- | ---------------------------------------------------------------------- | --------- |
| Australien (ARIA)         | Gold                                                                   | 35.000    |
| Brasilien (PMB)           | Gold                                                                   | 20.000    |
| Dänemark (IFPI)           | Platin                                                                 | 20.000    |
| Kanada (MC)               | Platin                                                                 | 80.000    |
| Neuseeland (RMNZ)         | Platin                                                                 | 30.000    |
| Vereinigte Staaten (RIAA) | Platin                                                                 | 1.000.000 |
| Insgesamt                 | 2× Gold · 4× Platin ·                                                  | 1.185.000 |

## Auszeichnungen nach Liedern

### Slow Dancing in a Burning Room
| Land/Region                  | Auszeichnungen für Musikverkäufe (Land/Region, Auszeichnung, Verkäufe) | Verkäufe  |
| ---------------------------- | ---------------------------------------------------------------------- | --------- |
| Australien (ARIA)            | Platin                                                                 | 70.000    |
| Dänemark (IFPI)              | Platin                                                                 | 90.000    |
| Neuseeland (RMNZ)            | 2× Platin                                                              | 60.000    |
| Spanien (Promusicae)         | Gold                                                                   | 30.000    |
| Vereinigte Staaten (RIAA)    | Platin                                                                 | 1.000.000 |
| Vereinigtes Königreich (BPI) | Gold                                                                   | 400.000   |
| Insgesamt                    | 2× Gold · 5× Platin ·                                                  | 1.650.000 |

### The Heart of Life
| Land/Region               | Auszeichnungen für Musikverkäufe (Land/Region, Auszeichnung, Verkäufe) | Verkäufe |
| ------------------------- | ---------------------------------------------------------------------- | -------- |
| Vereinigte Staaten (RIAA) | Gold                                                                   | 500.000  |
| Insgesamt                 | 1× Gold ·                                                              | 500.000  |

### Better Days
| Land/Region               | Auszeichnungen für Musikverkäufe (Land/Region, Auszeichnung, Verkäufe) | Verkäufe |
| ------------------------- | ---------------------------------------------------------------------- | -------- |
| Kanada (MC)               | Gold                                                                   | 40.000   |
| Vereinigte Staaten (RIAA) | Gold                                                                   | 500.000  |
| Insgesamt                 | 2× Gold ·                                                              | 540.000  |

## Auszeichnungen nach Autorenbeteiligungen und Produktionen

### AstroThunder (Travis Scott)
| Land/Region                  | Auszeichnungen für Musikverkäufe (Land/Region, Auszeichnung, Verkäufe) | Verkäufe  |
| ---------------------------- | ---------------------------------------------------------------------- | --------- |
| Australien (ARIA)            | Gold                                                                   | 35.000    |
| Brasilien (PMB)              | Platin                                                                 | 40.000    |
| Kanada (MC)                  | Platin                                                                 | 80.000    |
| Polen (ZPAV)                 | Gold                                                                   | 25.000    |
| Vereinigte Staaten (RIAA)    | Platin                                                                 | 1.000.000 |
| Vereinigtes Königreich (BPI) | Silber                                                                 | 200.000   |
| Insgesamt                    | 1× Silber · 2× Gold · 3× Platin ·                                      | 1.380.000 |

## Auszeichnungen nach Musikstreamings

### Waiting on the World to Change
| Land/Region     | Auszeichnungen für Musikverkäufe (Land/Region, Auszeichnung, Verkäufe) | Verkäufe |
| --------------- | ---------------------------------------------------------------------- | -------- |
| Dänemark (IFPI) | Gold                                                                   | 900.000  |
| Insgesamt       | 1× Gold ·                                                              | 900.000  |

### Free Fallin’
| Land/Region     | Auszeichnungen für Musikverkäufe (Land/Region, Auszeichnung, Verkäufe) | Verkäufe |
| --------------- | ---------------------------------------------------------------------- | -------- |
| Dänemark (IFPI) | Gold                                                                   | 900.000  |
| Insgesamt       | 1× Gold ·                                                              | 900.000  |

### Who Says
| Land/Region     | Auszeichnungen für Musikverkäufe (Land/Region, Auszeichnung, Verkäufe) | Verkäufe |
| --------------- | ---------------------------------------------------------------------- | -------- |
| Dänemark (IFPI) | Gold                                                                   | 900.000  |
| Insgesamt       | 1× Gold ·                                                              | 900.000  |

## Auszeichnungen nach Videoalben

### Any Given Thursday
| Land/Region               | Auszeichnungen für Musikverkäufe (Land/Region, Auszeichnung, Verkäufe) | Verkäufe |
| ------------------------- | ---------------------------------------------------------------------- | -------- |
| Australien (ARIA)         | 3× Platin                                                              | 45.000   |
| Vereinigte Staaten (RIAA) | 2× Platin                                                              | 200.000  |
| Insgesamt                 | 5× Platin ·                                                            | 245.000  |

### Where the Light Is
| Land/Region               | Auszeichnungen für Musikverkäufe (Land/Region, Auszeichnung, Verkäufe) | Verkäufe |
| ------------------------- | ---------------------------------------------------------------------- | -------- |
| Australien (ARIA)         | 3× Platin                                                              | 45.000   |
| Brasilien (PMB)           | Gold                                                                   | 15.000   |
| Vereinigte Staaten (RIAA) | Platin                                                                 | 100.000  |
| Insgesamt                 | 1× Gold · 4× Platin ·                                                  | 160.000  |

## Statistik und Quellen
| Land/RegionAuszeichnungen für Musikverkäufe (Land/Region, Auszeichnungen, Verkäufe, Quellen) | Silber       | Gold       | Platin         | Verkäufe   | Quellen                 |
| -------------------------------------------------------------------------------------------- | ------------ | ---------- | -------------- | ---------- | ----------------------- |
| Australien (ARIA)                                                                            | —            | 12× Gold12 | 26× Platin26   | 1.910.000  | aria.com.au             |
| Brasilien (PMB)                                                                              | —            | 3× Gold3   | Platin1        | 105.000    | pro-musicabr.org.br BR2 |
| Dänemark (IFPI)                                                                              | —            | 11× Gold11 | 26× Platin26   | 1.510.000  | ifpi.dk                 |
| Italien (FIMI)                                                                               | —            | Gold1      | —              | 35.000     | fimi.it                 |
| Kanada (MC)                                                                                  | —            | 4× Gold4   | 12× Platin12   | 1.240.000  | musiccanada.com         |
| Mexiko (AMPROFON)                                                                            | —            | —          | 3× Platin3     | 180.000    | Einzelnachweise         |
| Neuseeland (RMNZ)                                                                            | —            | 3× Gold3   | 22× Platin22   | 600.000    | radioscope.co.nz NZ2    |
| Niederlande (NVPI)                                                                           | —            | 4× Gold4   | Platin1        | 180.000    | nvpi.nl                 |
| Norwegen (IFPI)                                                                              | —            | Gold1      | —              | 30.000     | ifpi.no                 |
| Polen (ZPAV)                                                                                 | —            | Gold1      | —              | 25.000     | olis.pl                 |
| Schweden (IFPI)                                                                              | —            | Gold1      | —              | 40.000     | Einzelnachweise         |
| Schweiz (IFPI)                                                                               | —            | Gold1      | —              | 10.000     | hitparade.ch            |
| Spanien (Promusicae)                                                                         | —            | 4× Gold4   | Platin1        | 180.000    | elportaldemusica.es     |
| Vereinigte Staaten (RIAA)                                                                    | —            | 12× Gold12 | 45× Platin45   | 48.300.000 | riaa.com                |
| Vereinigtes Königreich (BPI)                                                                 | 10× Silber10 | 4× Gold4   | —              | 2.300.000  | bpi.co.uk               |
| Insgesamt                                                                                    | 10× Silber10 | 62× Gold62 | 137× Platin137 |            |                         |